# De vliegenvanger
De vliegenvanger (Engels: The Moon Is Down) is een novelle van de Amerikaanse schrijver John Steinbeck uit 1942. Het boek gaat over een rustig Noord-Europees dorp dat onverwacht wordt overvallen door een legeronderdeel van een buitenlandse bezettingsmacht. Het dorp wordt binnengevallen, omdat het van grote strategische waarde kan zijn. In het dorp bevindt zich namelijk een kolenmijn die van belang is voor het op gang houden van de oorlogsindustrie.
Hoewel het niet expliciet vermeld wordt, is uit de locatie, de omstandigheden en de tijdspanne duidelijk dat het gaat over een dorp in Noorwegen dat tijdens de Tweede Wereldoorlog wordt bezet door een legeronderdeel van nazi-Duitsland. De inval is mede voorbereid door een verrader uit de plaatselijke bevolking, die voor onderdak heeft gezorgd en gevoelige informatie over dorpsbewoners heeft doorgespeeld aan de bezetter. Onder aanvoering van de burgemeester en een aantal getrouwen komt er echter langzaamaan een zwijgende maar volhardende verzetsbeweging op gang. Incidenten en represailles blijven vervolgens niet uit, maar het aanhoudende verzet weet op den duur het moreel van de bezetters aan te tasten.

## Opzet
Het boek werd door John Steinbeck, destijds al een gerespecteerd en invloedrijk schrijver (en later winnaar van de Nobelprijs voor de Literatuur) opgezet als een werk in het kader van de oorlogspropaganda, met het doel verzetsbewegingen in Europa een hart onder de riem te steken.
In eerste instantie situeerde hij het verhaal in de Verenigde Staten zelf, maar dat werd om voor de hand liggende redenen door de Amerikaanse veiligheidsdiensten niet gewaardeerd. Ook de Europese vluchtelingen met wie de schrijver contact had raadden hem aan de setting te verplaatsen naar Europa, waardoor het boek een grotere impact zou kunnen hebben. Dat laatste bleek ook het geval: het verhaal kende in bezet Europa een grote illegale verspreiding en werd tijdens en ook na de oorlog in vele talen vertaald. Kort na verschijning in de Verenigde Staten werd het al bewerkt voor een Broadway-versie en in 1943 verscheen een verfilming
Het werk kwam Steinbeck in Amerika overigens ook wel op kritiek te staan. Hij vermeed in zijn boek de geëigende clichébeelden van de Duitse soldaten als nietsontziende en harteloze bruten en zette hen neer als gewone mensen met hun hobby's, eigenaardigheden, heimwee, twijfels en andere gewone menselijke gevoelens.

## Titel
De Engelse titel The Moon Is Down is ontleend aan een zinsnede uit het toneelstuk Macbeth van William Shakespeare. In de tweede akte vraagt Banquo aan zijn zoon Fleance: "How goes the night, boy?" Fleance antwoordt: "The moon Is down; I have not heard the clock", een vooraankondiging van naderend onheil.

## Vertaling, toneel- en tv-versie
The Moon Is Down werd al in 1944, in oorlogstijd, vertaald door de acteur Ferd. Sterneberg onder het pseudoniem Tjebbo Hemelrijk onder de titel De Vliegenvanger. Er bestaat verschillende herdrukken van. Eind 1945 ging het werk als toneelstuk in première in Amsterdam, in een bewerking van diezelfde Ferd. Sterneberg onder regie van Ko Arnoldi. In 1961 zond de NTS een tv-bewerking uit, met onder meer Joan Remmelts. Johan Fiolet en Max Croiset in de hoofdrollen.

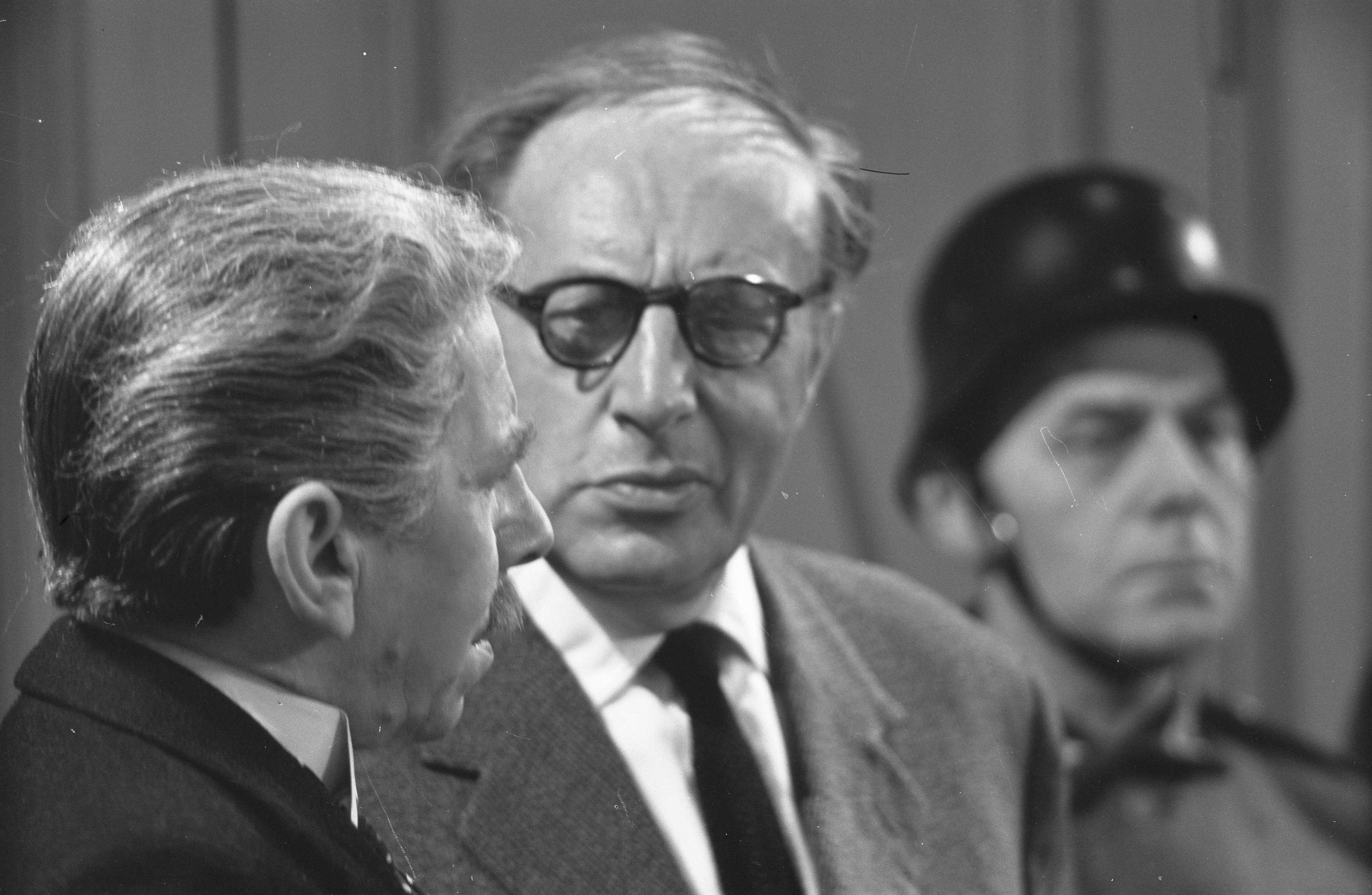
Links Joan Remmelts als burgemeester Orden en midden Johan Fiolet als Dr. Winter
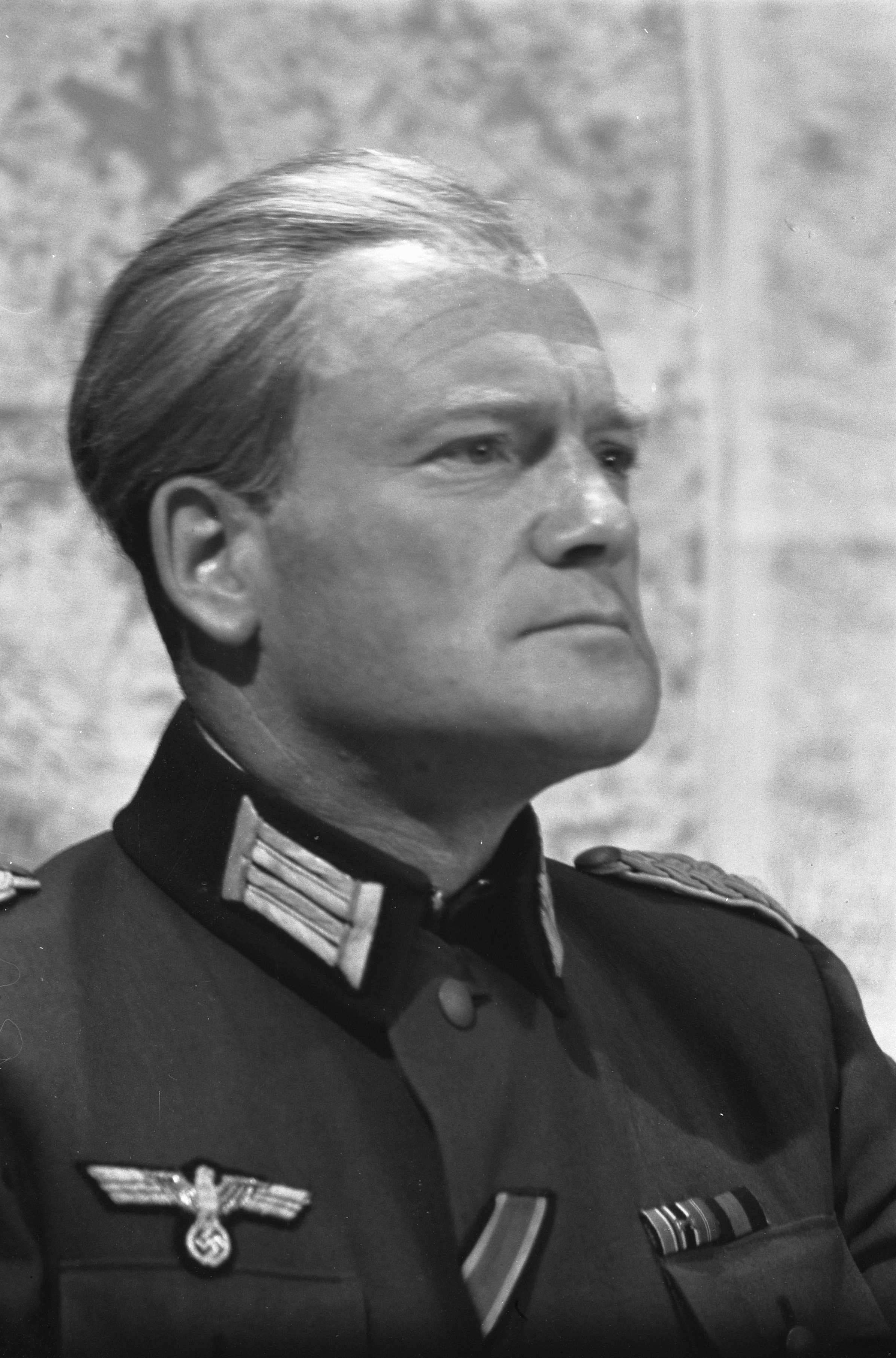
Max Croiset als kolonel Lanser
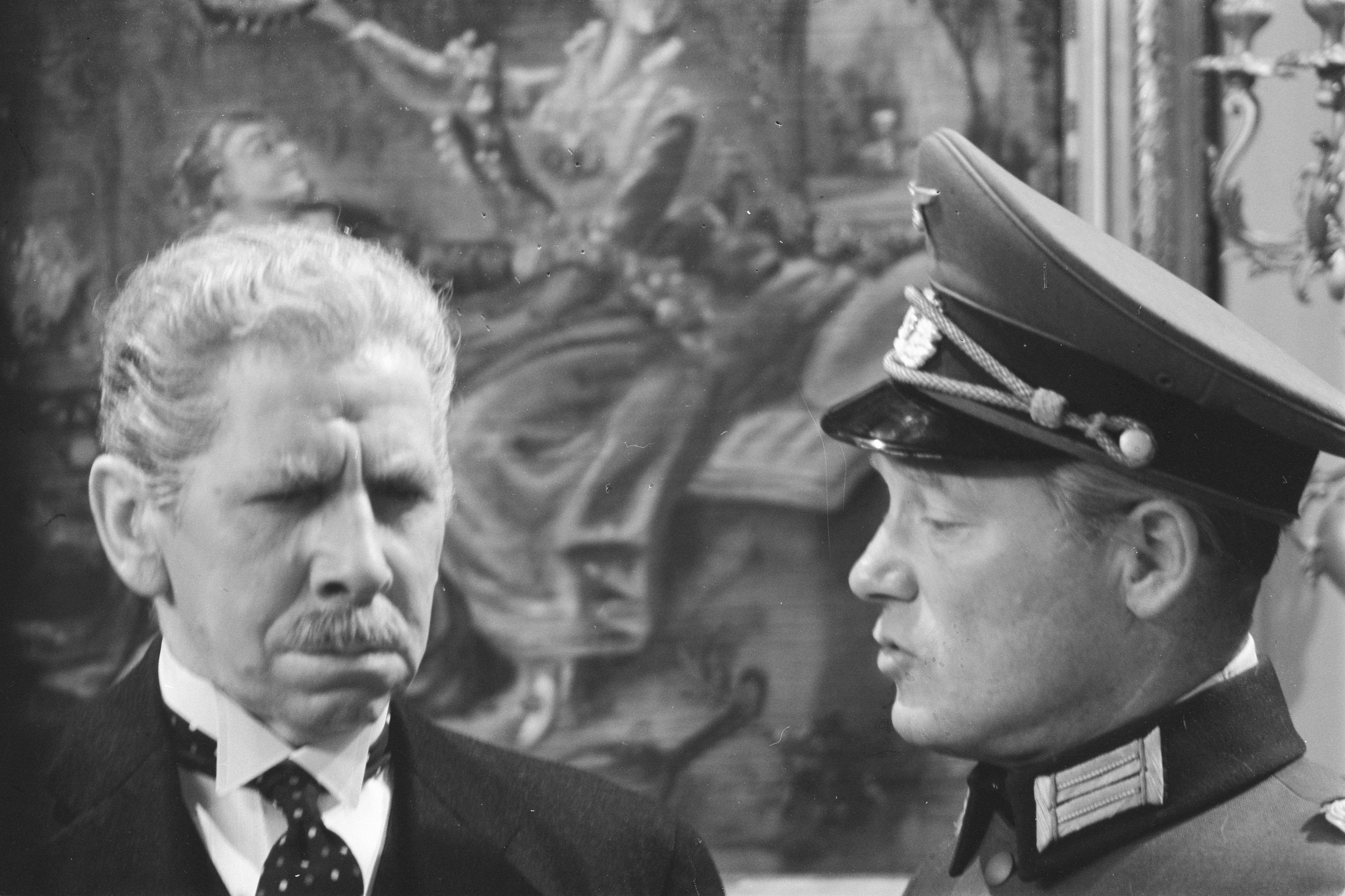
Max Croiset als kolonel Lanser en Joan Remmelts als burgemeester Orden